# Клавил (Приморска Сена)
Клавил (фр. Clasville) насеље је и општина у северној Француској у региону Горња Нормандија, у департману Приморска Сена која припада префектури Дјеп.
По подацима из 2011. године у општини је живело 277 становника, а густина насељености је износила 87,66 становника/km². Општина се простире на површини од 3,16 km². Налази се на средњој надморској висини од 108 метара (максималној 112 m, а минималној 10 m).

## Демографија
| 1962. | 1968. | 1975. | 1982. | 1990. | 1999. | 2011. |
| ----- | ----- | ----- | ----- | ----- | ----- | ----- |
| 215   | 223   | 181   | 236   | 215   | 222   | 277   |

График промене броја становника у току последњих година